# Jisra'el bejtenu
Jisra'el bejtenu (hebrejsky ישראל ביתנו‎, doslova: „Izrael, náš domov“) je pravicová izraelská politická strana. Patří mezi zastánce tvrdé politiky vůči izraelským Arabům a Palestincům, které považuje za nebezpečí pro židovský charakter státu Izrael. Předsedou strany je Avigdor Lieberman, bývalý člen Likudu a ministr obrany.
V parlamentních volbách v roce 2015 se umístila na osmém místě se ziskem 6 poslaneckých mandátů.

## Volební výsledky
Strana vznikla v roce 1999 a v prvních dvou volbách do izraelského parlamentu zaznamenala jen malý úspěch, když ve volbách v roce 1999 získala 4 poslanecké mandáty a ve volbách v roce 2003 pouhé 3 poslanecké mandáty. Ve volbách v roce 2006 znatelně posílila, když získala 11 mandátů. Následně se stala součástí vládní koalice vedené stranou Kadima, ale v lednu 2008 z ní vystoupila. V říjnu 2012 vyhlásili předsedové Likudu a Jïsra'el bejtenu, že pro předčasné parlamentní volby v lednu 2013 sestaví společnou kandidátní listinu pod názvem Likud Jisra'el bejtenu. Ta v nich získala celkem 31 poslaneckých mandátů a stala se nejsilnějším uskupení v Knesetu.
V následujících parlamentních volbách v roce 2015 již strana kandidovala samostatně a získala 214 906 hlasů (5,10 % všech platných) a šest poslaneckých mandátů.

## Politické postoje
Avigdor Lieberman je znám svým plánem překreslit tzv. zelenou linii (tj. mezinárodně uznanou hranici Izraele a západního břehu Jordánu vzniknuvší po první arabsko-izraelské válce v r. 1948) tak, aby území tzv. trojúhelníku a vádí Ara, které bylo v rámci dohod o příměří z roku 1949 předáno Izraeli Jordánskem, bylo postoupeno pod arabskou správu. To by v praxi znamenalo, že přibližně třetina izraelských Arabů by ztratila izraelské občanství. Myšlenku vzdání se části Izraele ospravedlňuje tím, že obyvatele tohoto území jsou Arabové, kteří se pokládají spíše za Palestince než za Izraelce. Proto by podle Liebermana měli být povzbuzováni ke znovusjednocení, včetně kontroverzní, Izraelem finančně podporované arabské emigrace z Izraele na jakékoliv vhodné místo, kde mohly existovat dvě oddělené národnostní entity, jedna pro Izraelce a jedna pro Palestince.
Lieberman je také známý svými sympatiemi pro drúzskou populaci (jedna z nežidovských menšin v Izraeli, jejíž příslušníci mohou sloužit v izraelské armádě), ve které má mnoho voličů.